# 高先海
高先海（1957年3月—），男，汉族，四川南部人，中华人民共和国政治人物。西南财经大学产业经济学毕业。

## 生平
曾任四川省南充市委副书记、市长。2008年，当选第十一届全国人民代表大会四川地区代表。2012年1月，当选为南充市人大常委会主任。2013年，当选第十二届全国人民代表大会四川地区代表。
因涉南充拉票贿选案，2015年9月25日，四川省第十二届人大常委会第十八次会议决定接受其辞去第十二届全国人民代表大会代表职务。2015年11月4日，被终止全国人大代表资格。